# 大桥高原鳅
大桥高原鳅（学名：Triplophysa daqiaoensis）为輻鰭魚綱鲤形目條鳅科高原鳅属的鱼类。在中国，分布于四川安宁河等。该物种的模式产地在冕宁县。体长可达14.5公分。

## 扩展阅读
維基物種上的相關：大桥高原鳅